# Karben
Karben est une ville de la Hesse, en Allemagne. Elle est située à 18 km au Nord de Francfort. Karben sous sa forme actuelle  a été fondée en 1970 à la suite d'un regroupement de petits villages (Klein-Karben, Gross-Karben, Okarben, Kloppenheim, Rendel, Burg-Gräfenrode, et Petterweil).

## Quartiers
- Burg-Gräfenrode
- Groß-Karben
- Klein-Karben
- Kloppenheim
- Okarben
- Petterweil
- Rendel

## Histoire
| Appartenances historiques Burgraviat de Friedberg 1293–1806 Grand-duché de Hesse 1806–1918 République de Weimar 1918–1933 Reich allemand 1933–1945 Allemagne occupée 1945–1949 Allemagne 1949–présent |

## Jumelages
La ville est jumelée avec :
- Saint-Égrève (France)
- Ramonville-Saint-Agne (France)
- Luisenthal (Allemagne)
- Krnov (Tchéquie)

## Personnalités liées à la ville
- Alfred Siegfried (1820-1896), homme politique né à Karben.
- Alfred Rohmeis (1932-2000), homme politique né à Groß-Karben.